# Yang Ling
Yang Ling (n. 24 mai 1968, Beijing, Republica Populară Chineză) este un trăgător de tir ce a reprezentat Republica Populară Chineză, medaliat olimpic. A participat la 2 ediții ale Jocurilor Olimpice (1996, 2000) în care a câștigat două medalii de aur.